# Iwan Marazow
Iwan Rusew Marazow (bulgarisch Иван Русев Маразов; * 15. März 1942 in Pirne, Ajtos, Oblast Burgas) ist ein bulgarischer Kunsthistoriker, Kulturwissenschaftler und Politiker der Bulgarischen Sozialistischen Partei (BSP), und sowohl Kulturminister als auch Kandidat bei den Präsidentschaftswahlen 1996 war.
Sein wissenschaftliches Interesse gilt insbesondere den Thrakern.

## Leben

### Kunsthistoriker und Kulturwissenschaftler
Marazow absolvierte nach dem Schulbesuch ein Studium am „Ilja Jefimowitsch Repin“-Kunstinstitut in Leningrad, das er 1967 abschloss. Anschließend wurde er Wissenschaftlicher Mitarbeiter am Kunstwissenschaftlichen Institut Sofia und war zuletzt von 1988 bis 1991 dessen Direktor. Er arbeitete daneben zwischen 1969 und 1989 als stellvertretender Chefredakteur der Fachzeitschrift Izkustwo (Изкуство / Kunst) und erhielt 1975 den Kritikerpreis des Verbandes bildender Künstler.
Marazow, der 1976 zunächst einen Doktor der Kunstgeschichte erwarb, befasste sich in seinen kunsthistorischen und kulturwissenschaftlichen Arbeiten insbesondere mit den Thrakern und veröffentlichte unter anderem Fachliteratur zu Themen wie dem Thrakergrab von Kasanlak oder dem Gräberfeld von Warna. In der Folgezeit arbeitete er auch als Kurator von Ausstellungen zur thrakischen Kultur wie zum Beispiel in Japan in den Jahren 1979 und 1994 sowie in den USA in den Jahren 1998 und 1999.
1985 erhielt er den Kunstpreis des Verbandes bildender Künstler und erwarb 1986 einen Philosophiae Doctor (Ph.D.). Marazow, der seit 1985 Veranstalter eines Seminars zu Mythen, Kunst und Folklore ist, wurde 1988 Mitglied der Accademia delle Arti del Disegno in Florenz und war 1990 und 1991 Chefredakteur der Zeitschrift Orpheus. Danach übernahm er einen Lehrstuhl als Professor an der Abteilung für Kulturgeschichte an der 1991 gegründeten Neuen Bulgarischen Universität.

### Kulturminister und Präsidentschaftskandidat
Nach dem Zusammenbruch des Kommunismus engagierte sich Marazow in der Bulgarischen Sozialistischen Partei (BSP) und war in der ersten postkommunistischen Regierung Bulgariens unter Ministerpräsident Dimitar Popow 1991 einige Zeit Vize-Kulturminister. 1995 wurde er Leiter der Abteilung für Kulturgeschichte an der Neuen Bulgarischen Universität und übte diese Tätigkeit bis 2006 aus. 1996 wurde er mit dem Kunstpreis der Akademie der Wissenschaften geehrt und Mitglied des Kulturinstituts Salanzara in Paris.
Am 10. Juni 1996 wurde er als Nachfolger des Komponisten Georgi Kostow von Ministerpräsident Schan Widenow zum Kulturminister in dessen Kabinett berufen, dem er bis zum 13. Februar 1997 angehörte.
Landesweite Bekanntheit erzielte der bis dahin weitgehend unbekannte Marazow, als er Präsidentschaftskandidat der BSP wurde, nachdem der ursprüngliche Bewerber und damalige Außenminister Georgi Pirinski wegen seiner Geburt in den USA aufgrund einer gerichtlichen Entscheidung nicht kandidieren durfte.
Dabei sah er sich als einer der Intellektuellen wie Václav Havel, die nach dem Zusammenbruch des Kommunismus politische Führungsaufgaben übernommen hatten. Im Wahlkampf bevorzugte er anders als Funktionäre seiner Partei legere Kleidung, wenngleich er auf Parteiveranstaltungen an Daten der Geschichte der Bulgarischen Kommunistischen Partei erinnerte und über die niedrigen Preise im Bulgarien vor 1989 sowie den Wegfall des sowjetischen Marktes für die bulgarischen Industrieprodukte sprach. Letztlich versuchte er in seinem Wahlkampf unter dem Motto „Zusammen für Bulgarien“ die schwierige Aufgabe, beide Zielgruppen der BSP anzusprechen: Privatunternehmen auf der einen sowie ältere Wähler, die die Sicherheit im alten Einparteiensystem wertschätzten, auf der anderen Seite.
Im ersten Wahlgang am 27. Oktober 1996 erreichte Marazow hinter dem Kandidaten der Union der Demokratischen Kräfte (bulg. Съюз на Демократичните сили) und späteren Wahlsieger, Petar Stojanow, mit 27 Prozent der Stimmen den zweiten Platz, während Stojanow 44 Prozent erhielt. In der darauf folgenden Stichwahl zwischen den beiden am 3. November 1996 lag Stojanow 60 Prozent deutlich vor Marazow, der 40 Prozent der Stimmen bekam, so dass Stojanow als Nachfolger von Schelju Schelew Staatspräsident wurde.
2008 wurde bekannt, dass Mazarow unter dem Decknamen Bibliothekar (Библиотекара) von 1974 bis 1988 als Agent für das Komitee für Staatssicherheit gearbeitet hatte.

## Veröffentlichungen
- Albrecht Djurer. Epochi obrazi šediovri. Sofia 1972.
- Vera Lukova. Sofia 1972.

in deutscher Sprache
- Goldene Fährte Thrakien. Mitautor Alexander Fol, Innsbruck 1978, ISBN 3-85373-029-9.
- Das alte Thrakien. Plowdiw 2005, ISBN 954-516-535-9